# Джон Кинг Феърбанк
Джон Кинг Феърбанк (на английски: John King Fairbank) е американски синолог.
Роден е на 24 май 1907 година в Хюрън, Южна Дакота. Учи в Уисконсинския университет, през 1929 година завършва Харвардския университет, след което продължава обучението си в Оксфордския университет, където започва да се занимава със синология. През 1932 година заминава за Пекин, а от 1936 година преподава китайска история в Харвардския университет. През Втората световна война работи за разузнаването, като прекарва дълго време в Китай. След войната, макар и обвиняван в симпатии към комунистите, той се налага като водещия американски синолог.
Джон Кинг Феърбанк умира от инфаркт на 14 септември 1991 година в Кеймбридж, Масачузетс.